# Hildebrand Jost
Hildebrand Jost (* 21. November 1585 in Geschinen; † 7. Juni 1638 in Sitten) war ein Schweizer römisch-katholischer Geistlicher und Bischof von Sitten.

## Leben
Er war der Sohn von Johann Jost, Notar in Münster und 1575–1600 Schulmeister der Landesschule in Sitten, und der Anna de Bertherinis. Nach Studien in Sitten, Freiburg und am Collegium Helveticum in Mailand wurde Jost 1608 ins Sittener Domkapitel aufgenommen. 1609 wurde er Pfarrer von Leytron und im August 1613 französischsprachiger Prediger von Sitten. Nach dem Tod Bischof Adrians II. von Riedmatten verzichtete das Domkapitel auf Druck der Landratsboten der Walliser Zehnden schriftlich auf die Carolina, d. h. auf die legendarische Schenkung des Wallis durch Karl den Grossen an Bischof Theodor, die als Grundlage der weltlichen Macht des Bischofs von Sitten gedient hatte. Daraufhin wählte der Landrat Hildebrand Jost am 15. Oktober 1613 zum Bischof von Sitten. Die Bischofsweihe spendete ihm am 6. September 1614 in der Kathedrale von Sitten Vespasien Gribaldi, Erzbischof von Vienne; Mitkonsekrator war Franz von Sales, Bischof von Genf.

## Wirken
Hildebrand Jost war der erste Bischof von Sitten, der das Regalienschwert und den Schlüssel seiner Residenz aus der Hand des Landeshauptmanns entgegennahm. Seine Amtszeit war einerseits geprägt durch die Auseinandersetzung um die weltliche Macht mit den Patrioten – so nannten sich die Angehörigen der einflussreichen Familien der Landschaft Wallis –, andererseits durch seine Bemühungen um die katholische Reform gemäss den Weisungen des Konzils von Trient. Die geplante Seminargründung misslang jedoch ebenso wie die Durchsetzung des gregorianischen Kalenders. Der Bündniserneuerung mit dem protestantischen Bern 1618 folgte jene mit den katholischen Orten 1623. Der Ausweisung der Jesuiten durch den Landrat 1627 stand die Gründung des Kapuzinerklosters in Sitten gegenüber. Hartnäckig aber erfolglos versuchte Hildebrand Jost, die 1613 an die Patrioten verlorene weltliche Oberhoheit wiederzuerlangen. Entmutigt resignierte er 1626 auf das Bistum, doch Papst Urban VIII. lehnte den Rücktritt ab. Die Ungewissheit hierüber führte 1627 zu Unruhen im Land, und da ein Vergleich vor dem Nuntius in Luzern scheiterte, reiste Jost Anfang 1628 nach Rom. Bei seiner Rückkehr 1630 verweigerten ihm die Patrioten auf dem Grossen St. Bernhard monatelang den Eintritt ins Wallis. Schliesslich musste er 1634 den Verzicht auf die Carolina schriftlich bestätigen.